# Multi-Domain Task Force
Nell'Esercito degli Stati Uniti le Multi-Domain Task Forces (MDTF) sono formazioni “di teatro”, cioè subordinate direttamente ai Corpi o agli Army Service Component Commands, concepite alla fine degli anni ’10 e che stanno gradualmente entrando in servizio negli anni ’20 del XXI secolo.

## Introduzione
Negli anni passati, il congresso degli Stati Uniti d'America ha espresso preoccupazione circa la minaccia fornita da Cina e Russia per la propria sicurezza nazionale. L'US Army ha creduto che per ridurre questa minaccia, fosse necessario operare in un ambiente multi-dominio (Aria, Terra, Mare, Spazio, Cyberspazio e flusso di informazioni), con dei concetti operativi, sistemi d'arma e unità completamente nuovi. Le MDTF sarebbero il fulcro di questo nuovo impegno. 
L'US Army descrive la Multi-Domain Task Force (MDTF) come un elemento di manovra a livello di teatro, designati per sincronizzare effetti di precisione e fuoco di precisione in tutti i domini contro reti A2/AD, consentendo alle forze congiunte di eseguire i propri piani operativi e ruoli diretti. Queste unità sono intese per sostenere la libertà d'azione delle forze statunitensi. Esse sono strutturate per essere scalabili da un livello operativo ad uno strategico e possono essere modificate per sostenere le necessità dei comandi congiunti. La Task Force inoltre fornisce ai comandi che sostiene l'abilità a pianificare, integrare, controllare, tracciare e valutare le attività contro le A2/AD.

## Anti-Access/Area Denial (A2/AD)
L'Anti-Access è definito come qualsiasi azione, attività o capacità, solitamente a lungo raggio, designate per prevenire che una forza militare che avanza entri in un'area operativa. L'Area Denial è invece definita come azioni, attività o capacità , solitamente a corto raggio, designate per limitare la libertà di azione di una forza avversaria all'interno di un'area operativa. In termini di sistemi d'arma, la minaccia delle difese A2/AD sono viste come una serie stratificate ed integrata di sistemi di attacco di precisione a lungo raggio, capacità anti nave costiere, difesa aerea e artiglieria a lungo raggio o MLRS.

## Struttura
Ogni MDTF è composta da:
- un quartier generale di comando,
- un battaglione Multi-Dominio per la ricognizione, acquisizione obiettivi e guerra elettronica/cyber,
- un battaglione missili a lungo raggio (Long Range Fires),
- un battaglione di difesa area Indirect Fire Protection Capability
- un battaglione supporti.

### Long Range Fires Battalion

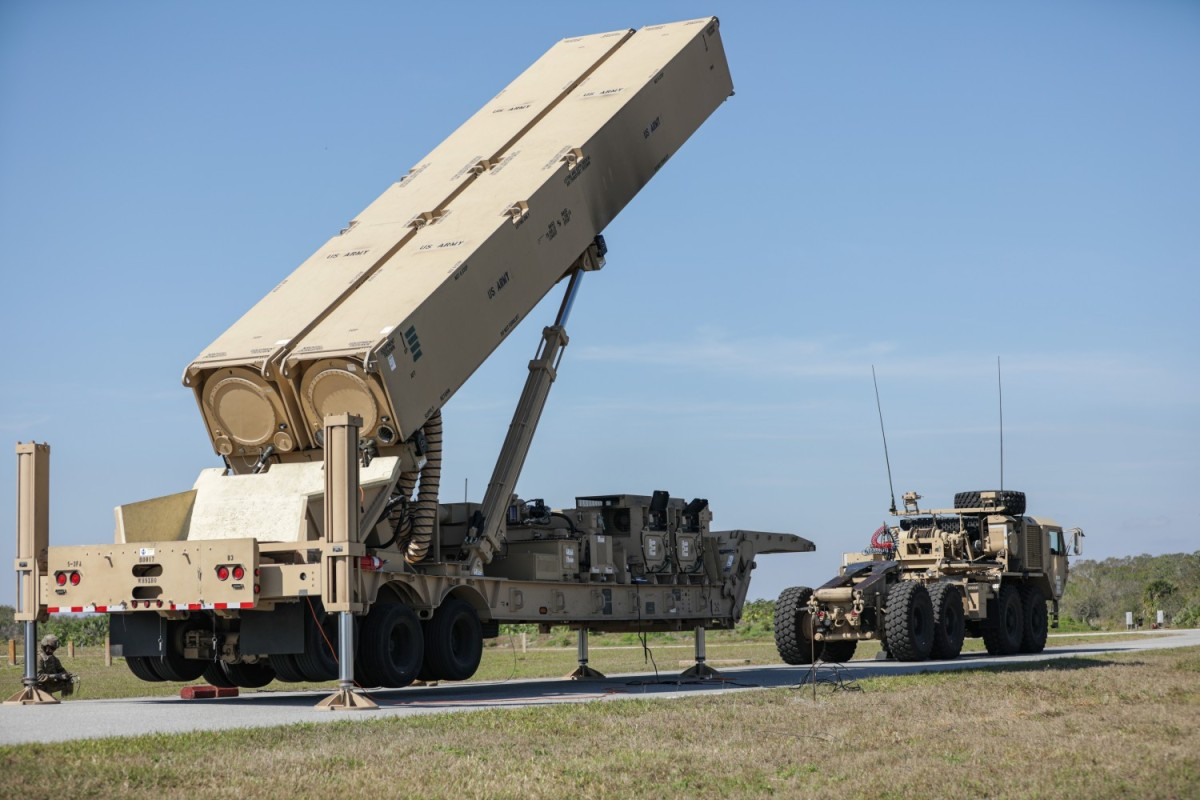
Long-Range Hypersonic Weapon- Dark Eagle

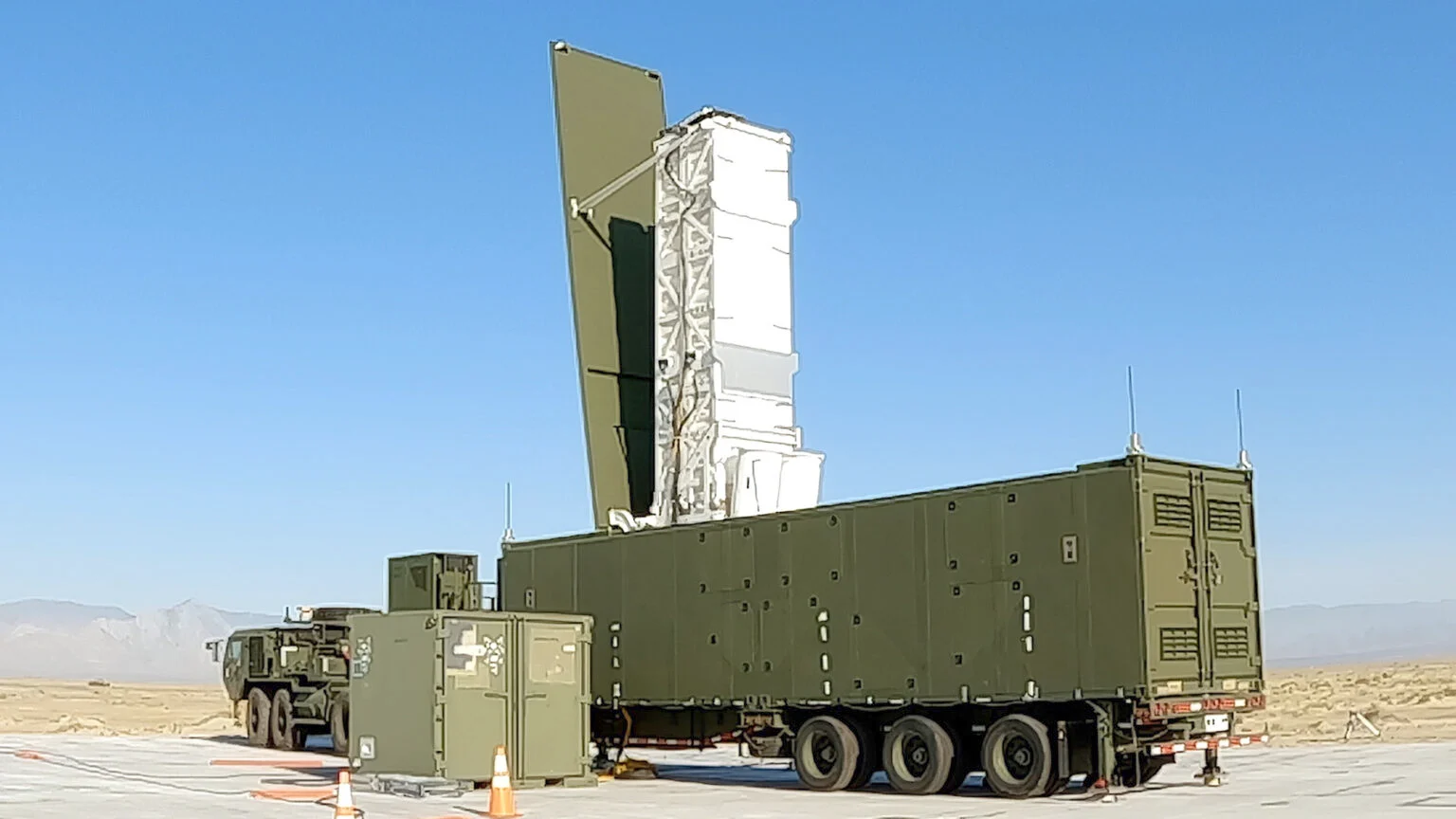
Lanciatore Mid-Range Capability (MRC)

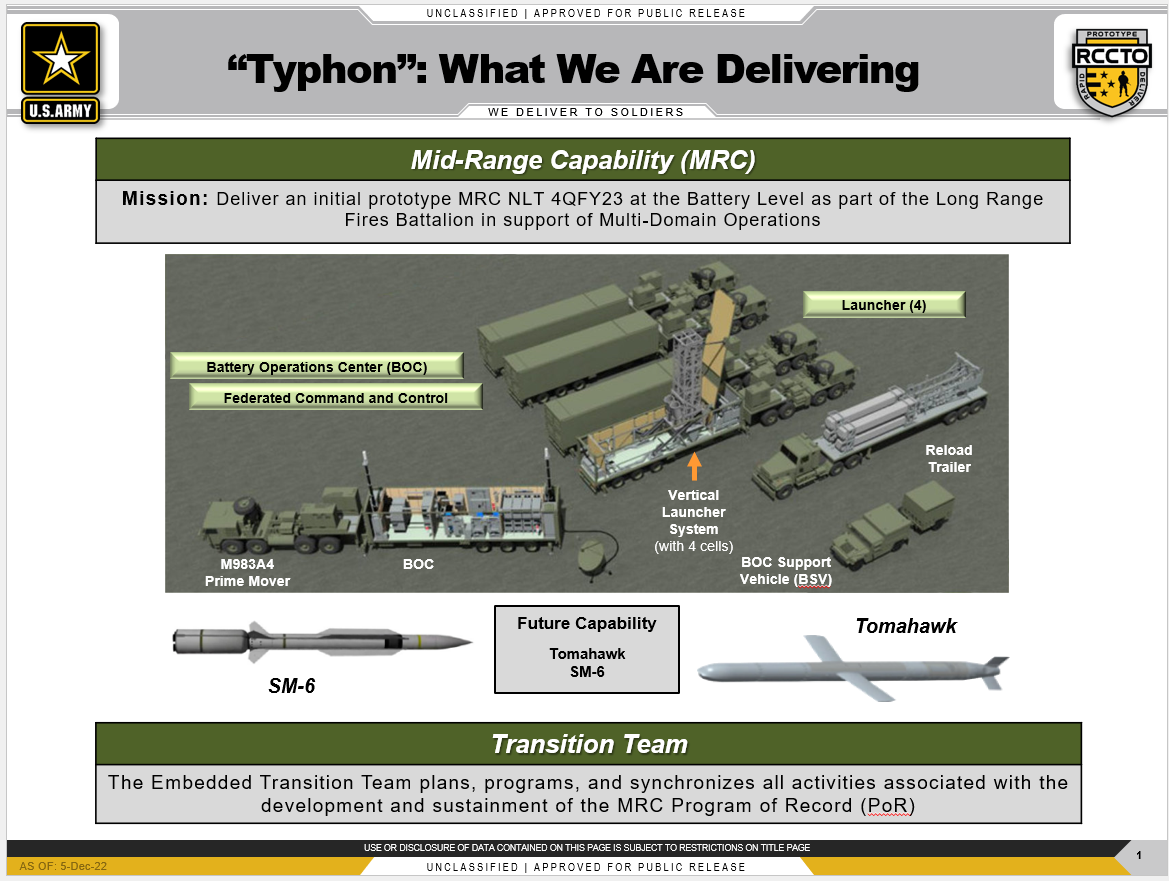
Struttura di una batteria TYPHON

A sua volta ogni Long Range Fires Battalion sarà composto, a regime, da:
- una batteria di missili ipersonici DARK EAGLE (4 lanciatori da 2 missili ciascuno + 1 veicolo comando)
- una batteria TYPHON con missili SM-6 e TOMAHAWK lanciati dal sistema Mid-Range Capability (MRC)
- una batteria HIMARS (3x9 lanciatori) con razzi GMLRS e missili Precision Strike Missile (PrSM).

## Organizzazione
La prima MDTF è stata assegnata al teatro del Pacifico mentre una seconda è in Germania, a Wiesbaden, per lo United States Army Europe. Una terza è in formazione di nuovo per l’area dell’Asia-Pacifico e alla stessa regione sarà assegnata anche la quarta formazione. L’ultima sarà mantenuta negli Stati Uniti continentali per impiego fuori area dove richiesto.
- 1st MDTF - Joint Base Lewis-McChord, Washington
  -  5th Battalion, 3rd Field Artillery Regiment (Long Range Fires)
- 2nd MDTF - Wiesbaden, Germania
- 3rd MDTF - Hawaii